# Gary West
Gary Martin West (nascido em 8 de junho de 1960) é um ex-ciclista australiano. Ele representou a Austrália nos Jogos Olímpicos de Verão de 1984, competindo na prova de corrida por pontos.